# AC Legnano
AC Legnano is een Italiaanse voetbalclub uit Legnano, Lombardije die werd opgericht in 1913 en failliet ging in 2010. Een nieuwe club met een nieuwe naam werd desondanks toegelaten in Prima Categoria. De club werd hernoemd als ACD Legnano en promoveerde na vier seizoenen weer naar de Serie D.
De club promoveerde 1930 als vice-kampioen van de Serie B naar de Serie A. Daar maakte de club meteen furore in de eerste wedstrijd toen Genoa CFC, een van de oudste clubs van het land met 2-1 verslagen werd. De club kon niet op zijn elan verdergaan en degradeerde. Het duurde tot 1951/52 vooraleer de club kon terugkeren naar de Serie A maar kon ook toen niet standhouden, dit herhaalde zich nog eens voor seizoen 1953/54. In 1955 eindigde de club nog derde in de Serie B maar twee seizoenen later degradeerde de club naar de Serie C.
De volgende 18 jaar werden in de Serie C gespeeld, en de vijfde plaats was de hoogste (deze werd drie keer bereikt). Na het seizoen 1974/75 degradeerde de club verder naar de Serie D. In 2007 promoveerde de club naar de Serie C1.

## Bekende ex-spelers
- Luigi Allemandi
- Nicholas Frey
- Paolo Pulici
- Luigi Riva
- Chedric Seedorf
- Marco Simone